# 辰己マーサ
辰己 マーサ（たつみ まーさ、11月14日 - ）は、日本のナレーター。奈良県出身。血液型はA型。身長155cm。所属事務所はキャラ。

## 人物
大谷女子大学文学部卒業。
1991年デビュー。

## 出演

### 番組ナレーション
- NHK 関西もっといい旅
- 関西TV モーレツ科学教室

### CMナレーション
- リースキン
- ダイエー
- タカラジパング
- ダイドードリンコ
- 東急ハンズ
- 神戸ハーバーランド
- ローム
- アステル関西
- 富山銀行
- 和歌山県
- 近鉄百貨店
- 京都いすず
- 関西建設
- 京阪電車
- 京都きものサロン
- JR西日本
- 髙島屋
- 京阪奈テレコムフェア
- 大阪市信用金庫
- マリーベル平安閣
- 岡本塾
- 三井不動産
- 奈良健康ランド
- 日清食品
- 花キューピッド
- 近畿日本ツーリスト

### VPナレーション
- パナソニック
- ピアセラボ
- クボタ浄化槽
- 中部国際空港セントレア
- ぐんまプラネタリウム
- かわべ天文公園
- 東不動産グループ
- 日本鏡板
- 愛知県下水道科学館
- 三洋電機
- 大阪市科学技術センター
- 京都市クリーンセンター
- 富士住宅
- マイカルギャオ
- ドリームキャスト
- クラフトパーク
- 東京慈恵会医科大学付属柏病院
- 明石クリーンセンター
- サンヨー
- 奈良佐保女学院短期大学
- シネマミューズウォーク
- 日本ファイリング
- ならコープ
- 関西金網
- 関西電力
- ベーリンガーインゲルハイム
- 京都タワーホテル
- JR東日本
- 神戸製鋼所
- パナホーム
- 大阪市交通局
- マックスファクター
- ナショナル住宅
- ダイキン工業
- 西宮市広報

### 吹き替え
- THE INTRUDER

### ゲーム
- 黒き死の仮面

### 店内ナレーション
- 関西スーパー
- タカラブネ
- ライフ

### その他
- 眉山ロープウェイ（車内アナウンス）
- 大和ハウス（展示ナレーション）
- 日本直販（吹き替え）
- じゃりン子チエ（パチスロ）